# Renanthera elongata
Renanthera elongata es una especie de orquídea originaria de Vietnam.

## Descripción
Es una planta tamaño gigante, que prefiere el clima cálido, de hábitos epifitas o terrestre con un tallo alargado que lleva muchas hojas coriáceas, oblongas, redondeadas y ligeramente bilobuladas apicalmente, articuladas a las vainas de las hojas persistentes. Florece en el verano en un inflorescencia axilar, suberecta e erecta, muy ramificada, de 30 cm de largo con muchas flores, con brácteas florales triangulares diminutas.

## Distribución y hábitat
Se encuentra en Tailandia, Borneo, Isla de Java, Malasia, las Filipinas y Sumatra, en bosques pantanosos y bosques mixtos de montaña, a una altitud de 1000 metros desde el nivel del mar. a

## Taxonomía
Renanthera elongata fue descrita por (Blume) Lindl. y publicado en The Genera and Species of Orchidaceous Plants 218. 1833.
Sinonimia
- Aerides elongata Blume
- Gastrochilus reflexus (Lindl.) Kuntze
- Porphyrodesme elongata (Blume) Garay
- Renanthera micrantha Blume
- Saccolabium reflexum Lindl.[3][4]